# Sideritis amagroi
Sideritis amagroi là một loài thực vật có hoa trong họ Hoa môi. Loài này được Marrero Rodr. & B.Navarro mô tả khoa học đầu tiên năm 2003.